# Case mix
Le Case mix est un terme anglais utilisé dans le cadre de l'analyse de l'activité des établissements de santé en France, qu'ils soient publics ou privés. 

## Définition
Il désigne l'éventail des cas médicaux et chirurgicaux traités par cet établissement de santé. 
Il permet grâce au regroupement des cas médicaux pris en charge, d'avoir une visualisation de l'activité notamment dans le cadre de la T2A : en Médecine-Chirurgie-Obstétrique (MCO), il regroupe les groupes homogènes de malades (GHM).
Il est notamment utilisé comme un indicateur essentiel pour réaliser l'EPRD (état des prévisions de recettes et de dépenses) que doit réaliser la direction financière d'un établissement de santé afin d'évaluer ses dépenses et ses recettes pour l'exercice comptable à venir. Il est notamment fourni aux ARS.

## Usage
Le Casemix permet de dresser le portrait de l'activité de l'établissement. Les Logiciels professionnels de l'information médicale permettent de réaliser un aperçu de l'activité.
le Casemix comportant l'ensemble des GHS  d'un tarif donné, permet de réaliser des analyses et projections financières du budget de l'établissement de santé.